# オーランド・ジョーダン
オーランド・ジョーダン（Orlando Jordan、1974年4月21日 - ）は、アメリカ合衆国のプロレスラー。バージニア州リッチモンド出身。OJの通称でも知られ、胸に漢字で山猫というタトゥーをしている。

## 来歴

### WWE
アマチュアレスリング時代からアメリカ国内で活躍をしており、その後ザ・ロックの父親である、ロッキー・ジョンソンの元でトレーニングを行い、2000年にプロレスデビューを果たす。
WWEでのデビュー戦は2003年5月31日のSmackDown!の前座番組であるVelocityでのジェイミー・ノーブル戦。TV収録でのデビューは、同年6月26日、マディソン・スクエア・ガーデンにて行われたSmackDown!の収録である。当時ヒールであったジョン・シナと戦い、負けはしたもののその翌週ジ・アンダーテイカーとバックステージで握手する場面が見られた。
その後もベビーフェイスとして活動していたが、2004年6月、PPVであるThe Great American Bash 2004でWWE王者となったJBLの補佐官としてJBL'sキャビネット入りし、一転してヒールとなる。そしてバシャム・ブラザーズと共にJBLの王座保持をサポートする。デビュー時はスキンヘッドであったが、内閣入りした後は髪を伸ばし始めた。
2005年3月1日にはジョン・シナからUS王座を奪取するが8月21日、PPVのSummerSlam 2005でクリス・ベノワと対戦し、US王座を奪われる。ベノワに王座を奪われてからは毎週のようにベノワに挑んではクリップラー・クロスフェイスでタップ負けするのが恒例となっていた。
2006年始めから上層部がベビーフェイスへの転向を画策するものの、ファンが依然ヒールとして見なしたため、その案は短期間で消えてしまった。これに伴いジョーダンは登場する機会を失い、Velocity内で若手と対戦することが増え、5月26日付けでWWEを解雇される。
WWE解雇後はインディー団体で活動するようになり、NWE（Nu-wrestling Evolution）に参戦。また、2007年には新日本プロレスに、2008年にはIGFなど日本の団体に参戦している。

### TNA
2010年1月、TNAと契約を結び入団。1月4日に放送されたTNA iMPACT!にてデビューし、バックステージでディアンジェロ・ディネロに因縁をつけられるプロモーションを行った。1月21日のTNA iMPACT!でデビュー戦を以前因縁をつけてきたディネロと行い勝利を飾った。層の厚いTNAにおいて出番は少なく、登場する機会を増やすためにWWEに在籍していた時に上層部に提案したバイセクシャルへとギミックチェンジ。以降、出番は次第に増えて3月からロブ・テリーとTNAグローバル王座を巡って抗争するが奪取するに至らなかった。
同年7月からベビーフェイスであり、知的障害者（ギミック）になってしまったエリック・ヤングとイロモノタッグを結成。双方相手への関心がまったくない一方で連携や試合運びを上手く行いインク・インク、ジェネレーション・ミーとTNA世界タッグチーム王座を巡る長期抗争へと発展。2011年4月、PPVであるLockdown 2011のタッグ王座戦にてジョーダン、ヤング組を含む4チームでのスティール・ケージ・マッチで王座奪取に失敗。そして、後にヤングがTNA TV王座を獲得したことからタッグでの登場は次第になくなり、自然消滅となった。同時にジョーダンの出番もなくなり同年7月11日付けでTNAから解雇となった。

### オーストラリア
TNA解雇後、活動場所をオーストラリアへと移し、AAW（All Action Wrestling）と2012年から1年間の契約を結び参戦。AAWでのデビュー戦では20人ランブルマッチに登場し、優勝を飾った。また、団体内最高王座であるAAW世界ヘビー級王座を獲得。
同年2月からはHRPW（High Risk Pro Wrestling）へも参戦するようになり、こちらにおいても団体内最高王座であるHRPW世界ヘビー級王座を奪取するなど、両団体において中心として活躍している。

## 得意技
- ブラック・アイス

ショルダー・ジョーブレイカー。
- ブラック・アウト

コンプリートショット。
- オーランド・シャッフル

連続ジャブで最後の一撃の前に足を交差させる動きを入れる。
- ジェンダー・ベンダー

ローリング・カッター。
- ギロチンチョーク
- ランニングパワースラム

## ポーズ
- OJと宙に指で描くポーズ。
- またコーナー上では両手を上空に掲げる独特のポーズをしていた。

## タイトル歴
WWE
- US王座 : 1回

AAW
- AAW世界ヘビー級王座 : 1回

HRPW
- HRPW世界ヘビー級王座 : 1回

MCW
- MCWヘビー級王座 : 1回

NWE
- NWEヘビー級王座 : 1回

アマレス
- ナショナルレスリング王者 : 2回
- オールアメリカレスリング王者 : 2回
- Regionalレスリング王者 : 3回
- バージニア州フリースタイルレスリング王者 : 1回
- 全米レスリング王者 : 2回

## その他
- 幼少時の頃は会話が上手く出来なかったため自閉症と誤診されていた。
- バイセクシャルでありまたその事を公に認めている。WWEにて上層部にバイセクシャルのギミックを使うことを提案し、また解雇された理由について、当時のボーイフレンドを会場に連れて来ていたためとされる。
- 生年月日については1974年4月21日、1978年7月10日、1971年7月10日など諸説あり。